# Yohanan bar Nappaha
Ne doit pas être confondu avec Yohanan ben Zakkaï.
Pour les articles homonymes, voir Yohanan.
Le rabbin Yohanan bar (ou ben) Nappaha (hébreu : רבי יוחנן בר נפחא « Rabbi Yohanan le fils du forgeron ») est l’un des Amoraïm (docteurs du Talmud) les plus importants de la seconde génération. Le prénom Yohanan a donné en français le prénom Jean. 
Généralement désigné comme « Rabbi Yohanan » sans autre précision, il a vécu en terre d'Israël au IIIe siècle de l'ère commune (Tsippori, environ 200 - Tverya, environ 280).

## Éléments biographiques
Yohanan bar Nappaha naquit à Tsippori où il fut élevé par son grand-père et par son père, forgeron de son état, car sa mère était morte en couches. Selon la tradition, la famille descendait de la tribu de Joseph.
Rabbi Yannaï prit le jeune garçon sous son aile, mais comme il mourut alors que Yohanan n'avait que quinze ans : ses maîtres suivants furent les rabbins Hanina bar Hama (en) et Oshaya Rabba, docteurs de la génération intermédiaire entre les Tannaïm et les Amoraïm, déjà plus occupés à commenter le corpus de la Mishna qu’à le constituer. Rabbi Hanina l’initie à l’interprétation homilétique de la Bible (à l’exception du Livre des Proverbes et de l’Ecclésiaste) ainsi que, probablement, à la médecine dans laquelle il excellera.
Il assiste également aux leçons de Rabbi (Juda Hanassi), le compilateur de la Mishna, mais de son propre aveu, il est assis au dix-septième rang, assistant aux échanges de Rav et Rabbi sans rien y comprendre. Cependant, il semble que Rabbi ait pressenti de grandes aptitudes chez ce jeune étudiant.
Il devait étudier la Torah avec zèle pendant toute sa vie, allant jusqu'à vendre ce qu'il avait hérité de ses parents afin d'être en mesure de consacrer son temps à l'étude ; après que tout fut dépensé, il vécut dans la pauvreté. Quand le temps fut venu pour lui de commencer à enseigner la Torah, il décida de passer de Tzippori (Sepphoris) à Tibériade, pour ne pas manquer de respect à de grands rabbins de Tzippori qui n'avaient pas leurs propres centres d'étude de la Torah. Il n'en fut pas moins considéré comme le plus grand rabbin de la Terre d'Israël, et fut même estimé en Babylonie, l'autre centre juif d'étude de la Torah – à ce point qu'il fut, après la mort de Rav et Shmuel en Babylonie, considéré par les Juifs de cette région comme le plus grand rabbin de sa génération. Il ouvrit une école à Tibériade, et laissait y entrer quiconque voulait apprendre, attitude controversée à l'époque. Il jeta les bases du Yerushalmi (le Talmud de Jérusalem). C'est à lui que remontent de nombreuses traditions relatives à la destruction du Second Temple de Jérusalem.

## Citation
Repousse la bête dont tous les actes ne s'écrivent que d'une seule plume

## Sources
- Cet article contient des extraits de l'article « JOHANAN B. NAPPAḤA (HA-NAPPAḤ) » par Solomon Schechter & Samuel Mendelsohn de la Jewish Encyclopedia de 1901–1906 dont le contenu se trouve dans le domaine public.
- (he) R' Aharon Heyman, « Toledot Tannaïm veAmoraïm, tome 2, pp. 653-671 », sur HebrewBooks
- (he) Julius Eisenstein, « Rabbi Yohanan », sur Daat